# Жижниковцы
Жижниковцы (укр. Жижниківці) — село в Белогорском районе Хмельницкой области Украины.
Население по переписи  2001 года составляло 290 человек. Занимает площадь 0,099 км². 
В селе родился Герой Советского Союза Иван Ткачук.

## Местный совет
30207, Хмельницкая обл., Белогорский р-н, с. Гулевцы, ул. Мира, 14